# Guldbollen
Guldbollen (Pilota d'Or) és un premi de futbol suec que Aftonbladet i l'Associació Sueca de Futbol concedeixen al millor futbolista suec masculí cada any.

## Història
El premi va ser creat per Bengt Liljedahl i entre 1946 i 1965 va ser atorgat en cooperació amb Stockholms-Tidningen.
El primer premi Guldbollen va ser atorgat l'any 1946 a Gunnar Gren. El 1973, Bo Larsson del Malmö FF es va convertir en el primer jugador a guanyar el premi per segona vegada, després d'haver-lo guanyat anteriorment el 1965. Zlatan Ibrahimović és l'únic jugador que ha guanyat el premi més de dues vegades, en total dotze vegades entre 2005 i 2020.
L'equivalent femení del premi, Diamantbollen, es va establir el 1990. Tant el Guldbollen com el Diamantbollen són ara premiats al Fotbollsgalan.

## Guanyadors

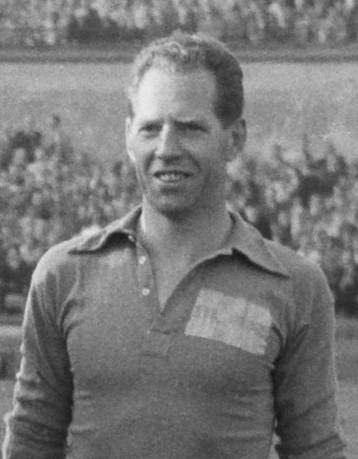
Erik Nilsson, guanyador de 1950

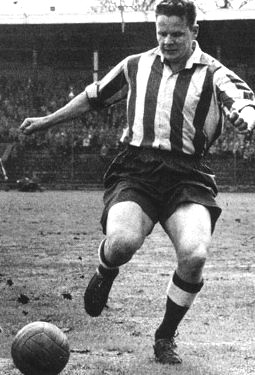
Gösta Sandberg, guanyador de 1956

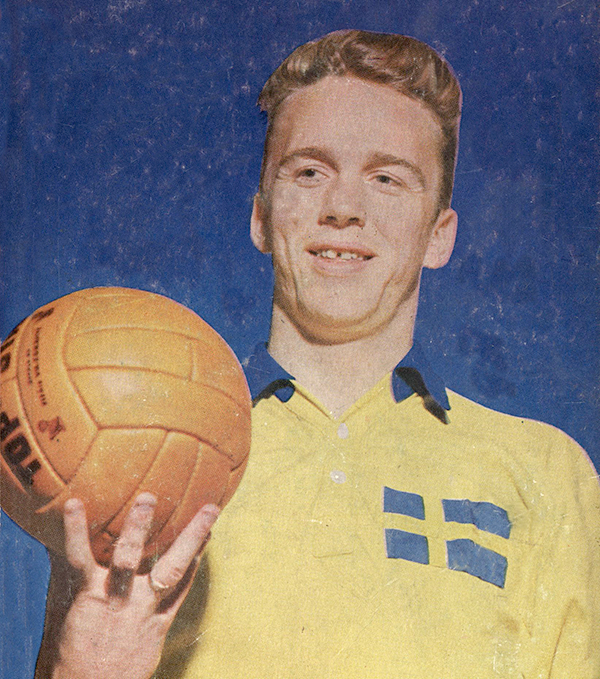
Agne Simonsson, guanyador del 1959

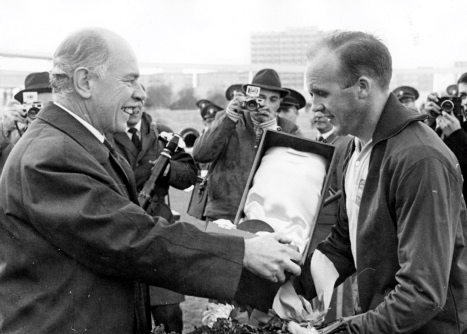
Prawitz Öberg, rebent el premi el 1962

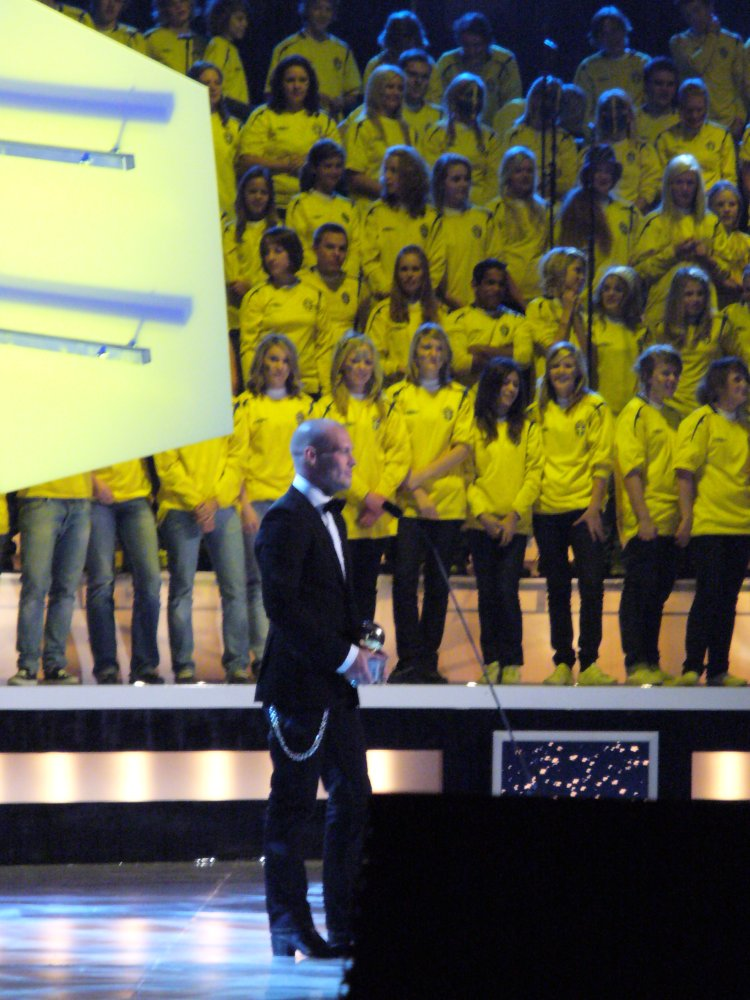
Freddie Ljungberg rebent el premi el 2006

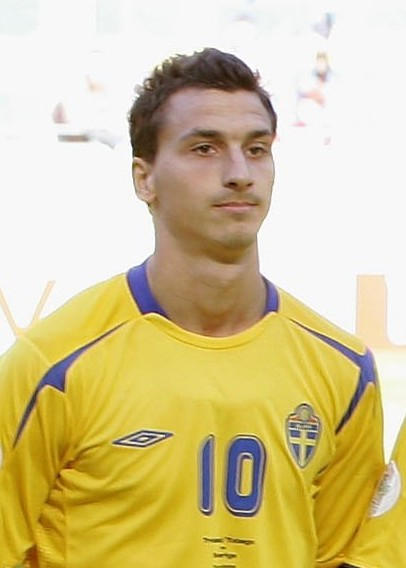
Zlatan Ibrahimović, dotze vegades guanyador

| Any  | Jugador                 | Club(s)                                     |
| ---- | ----------------------- | ------------------------------------------- |
| 1946 | Gunnar Gren             | IFK Göteborg                                |
| 1947 | Gunnar Nordahl          | IFK Norrköping                              |
| 1948 | Bertil Nordahl          | Degerfors IF                                |
| 1949 | Knut Nordahl            | IFK Norrköping                              |
| 1950 | Erik Nilsson            | Malmö FF                                    |
| 1951 | Olle Åhlund             | Degerfors IF                                |
| 1952 | Kalle Svensson          | Helsingborgs IF                             |
| 1953 | Bengt Gustavsson        | IFK Norrköping                              |
| 1954 | Sven-Ove Svensson       | Helsingborgs IF                             |
| 1955 | Gösta Löfgren           | Motala AIF                                  |
| 1956 | Gösta Sandberg          | Djurgårdens IF                              |
| 1957 | Åke Johansson           | IFK Norrköping                              |
| 1958 | Orvar Bergmark          | Örebro SK                                   |
| 1959 | Agne Simonsson          | Örgryte IS                                  |
| 1960 | Torbjörn Jonsson        | IFK Norrköping                              |
| 1961 | Bengt Nyholm            | IFK Norrköping                              |
| 1962 | Prawitz Öberg           | Malmö FF                                    |
| 1963 | Harry Bild              | IFK Norrköping                              |
| 1964 | Hans Mild               | Djurgårdens IF                              |
| 1965 | Bo Larsson              | Malmö FF                                    |
| 1966 | Ove Kindvall            | IFK Norrköping Feyenoord                    |
| 1967 | Ingvar Svahn            | Malmö FF                                    |
| 1968 | Björn Nordqvist         | IFK Norrköping                              |
| 1969 | Tommy Svensson          | Östers IF                                   |
| 1970 | Jan Olsson              | VfB Stuttgart                               |
| 1971 | Ronnie Hellström        | Hammarby IF                                 |
| 1972 | Ralf Edström            | Åtvidabergs FF                              |
| 1973 | Bo Larsson (2)          | Malmö FF                                    |
| 1974 | Ralf Edström (2)        | PSV Eindhoven                               |
| 1975 | Kent Karlsson           | Åtvidabergs FF                              |
| 1976 | Anders Linderoth        | Östers IF                                   |
| 1977 | Roy Andersson           | Malmö FF                                    |
| 1978 | Ronnie Hellström (2)    | 1. FC Kaiserslautern                        |
| 1979 | Jan Möller              | Malmö FF                                    |
| 1980 | Rolf Zetterlund         | IK Brage                                    |
| 1981 | Thomas Ravelli          | Östers IF                                   |
| 1982 | Torbjörn Nilsson        | IFK Göteborg 1. FC Kaiserslautern           |
| 1983 | Glenn Hysén             | IFK Göteborg PSV Eindhoven                  |
| 1984 | Sven Dahlkvist          | AIK                                         |
| 1985 | Glenn Strömberg         | Atalanta BC                                 |
| 1986 | Robert Prytz            | Young Boys                                  |
| 1987 | Peter Larsson           | IFK Göteborg AFC Ajax                       |
| 1988 | Glenn Hysén (2)         | ACF Fiorentina                              |
| 1989 | Jonas Thern             | Malmö FF SL Benfica                         |
| 1990 | Tomas Brolin            | IFK Norrköping Parma                        |
| 1991 | Anders Limpar           | Arsenal FC                                  |
| 1992 | Jan Eriksson            | IFK Norrköping 1. FC Kaiserslautern         |
| 1993 | Martin Dahlin           | Borussia Mönchengladbach                    |
| 1994 | Tomas Brolin (2)        | Parma                                       |
| 1995 | Patrik Andersson        | Borussia Mönchengladbach                    |
| 1996 | Roland Nilsson          | Helsingborgs IF                             |
| 1997 | Pär Zetterberg          | RSC Anderlecht                              |
| 1998 | Henrik Larsson          | Celtic FC                                   |
| 1999 | Stefan Schwarz          | València CF Sunderland AFC                  |
| 2000 | Magnus Hedman           | Coventry City FC                            |
| 2001 | Patrik Andersson (2)    | Bayern de Múnic FC Barcelona                |
| 2002 | Freddie Ljungberg       | Arsenal FC                                  |
| 2003 | Olof Mellberg           | Aston Villa FC                              |
| 2004 | Henrik Larsson (2)      | Celtic FC FC Barcelona                      |
| 2005 | Zlatan Ibrahimović      | Juventus FC                                 |
| 2006 | Freddie Ljungberg (2)   | Arsenal FC                                  |
| 2007 | Zlatan Ibrahimović (2)  | Inter de Milà                               |
| 2008 | Zlatan Ibrahimović (3)  | Inter de Milà                               |
| 2009 | Zlatan Ibrahimović (4)  | Inter de Milà FC Barcelona                  |
| 2010 | Zlatan Ibrahimović (5)  | FC Barcelona AC Milan                       |
| 2011 | Zlatan Ibrahimović (6)  | AC Milan                                    |
| 2012 | Zlatan Ibrahimović (7)  | AC Milan Paris Saint-Germain FC             |
| 2013 | Zlatan Ibrahimović (8)  | Paris Saint-Germain FC                      |
| 2014 | Zlatan Ibrahimović (9)  | Paris Saint-Germain FC                      |
| 2015 | Zlatan Ibrahimović (10) | Paris Saint-Germain FC                      |
| 2016 | Zlatan Ibrahimović (11) | Paris Saint-Germain FC Manchester United FC |
| 2017 | Andreas Granqvist       | FC Krasnodar                                |
| 2018 | Victor Lindelöf         | Manchester United FC                        |
| 2019 | Victor Lindelöf (2)     | Manchester United FC                        |
| 2020 | Zlatan Ibrahimović (12) | AC Milan                                    |
| 2021 | Emil Forsberg           | RB Leipzig                                  |
| 2022 | Dejan Kulusevski        | Tottenham Hotspur FC                        |
| 2023 | Dejan Kulusevski (2)    | Tottenham Hotspur FC                        |
| 2024 | Viktor Gyökeres         | Sporting CP                                 |

Font: